# رويال روبنز
رويال روبنز (بالإنجليزية: Royal Robbins)‏ هو متسلق جبال أمريكي، ولد في 3 فبراير 1935 في فيرجينيا الغربية في الولايات المتحدة، وتوفي في 14 مارس 2017 في موديستو في الولايات المتحدة بسبب مرض.

## معرض صور

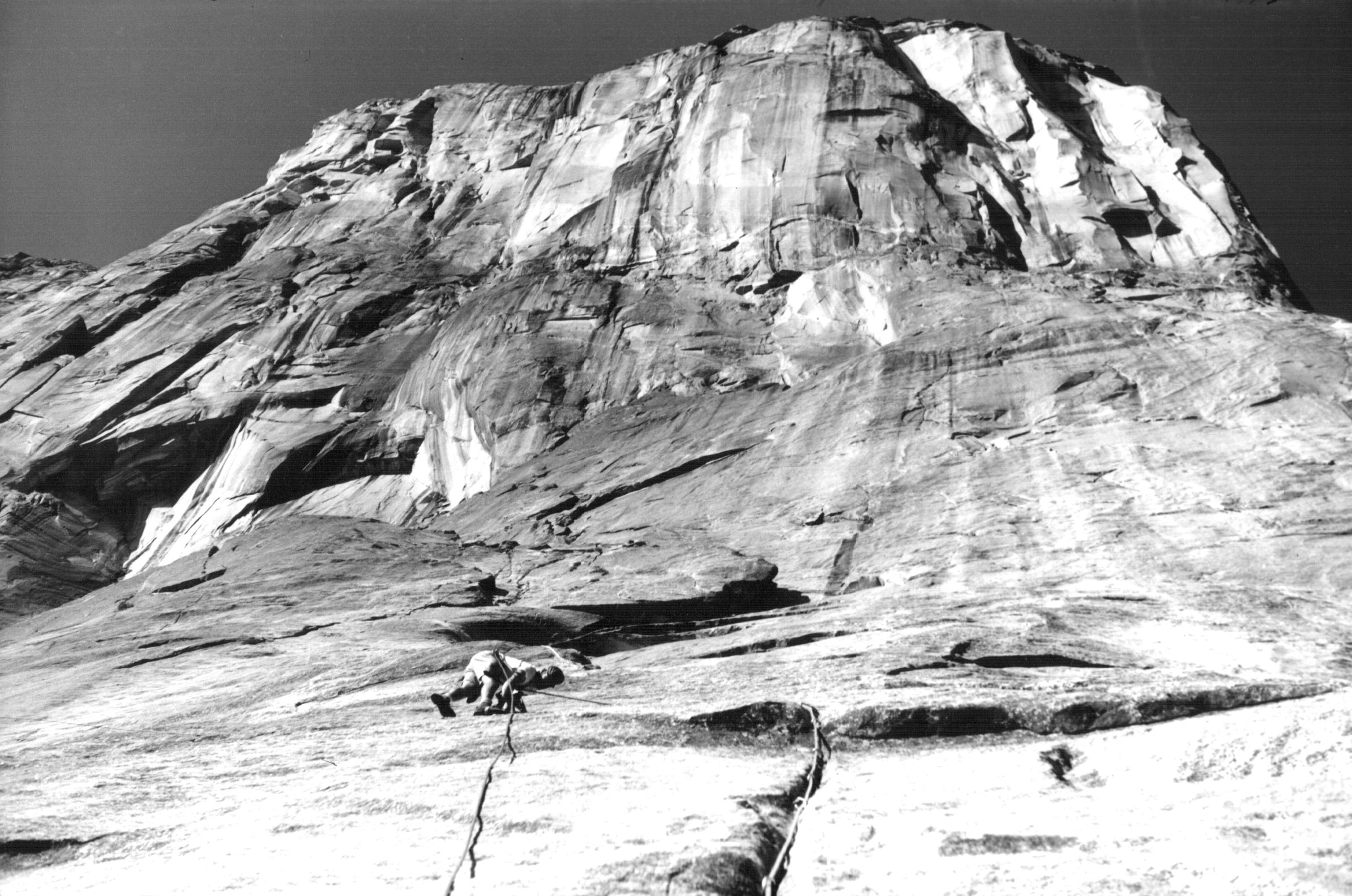
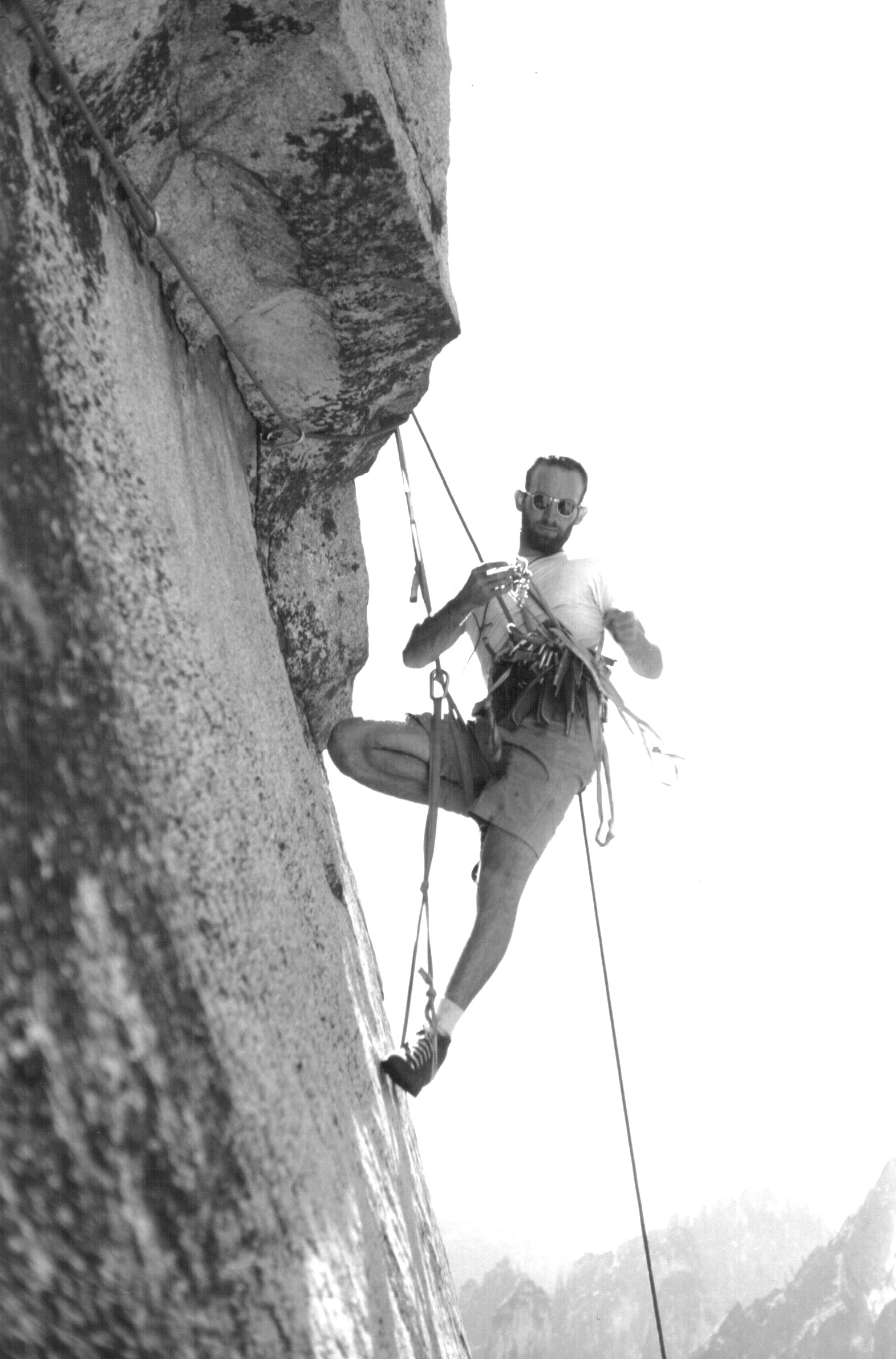
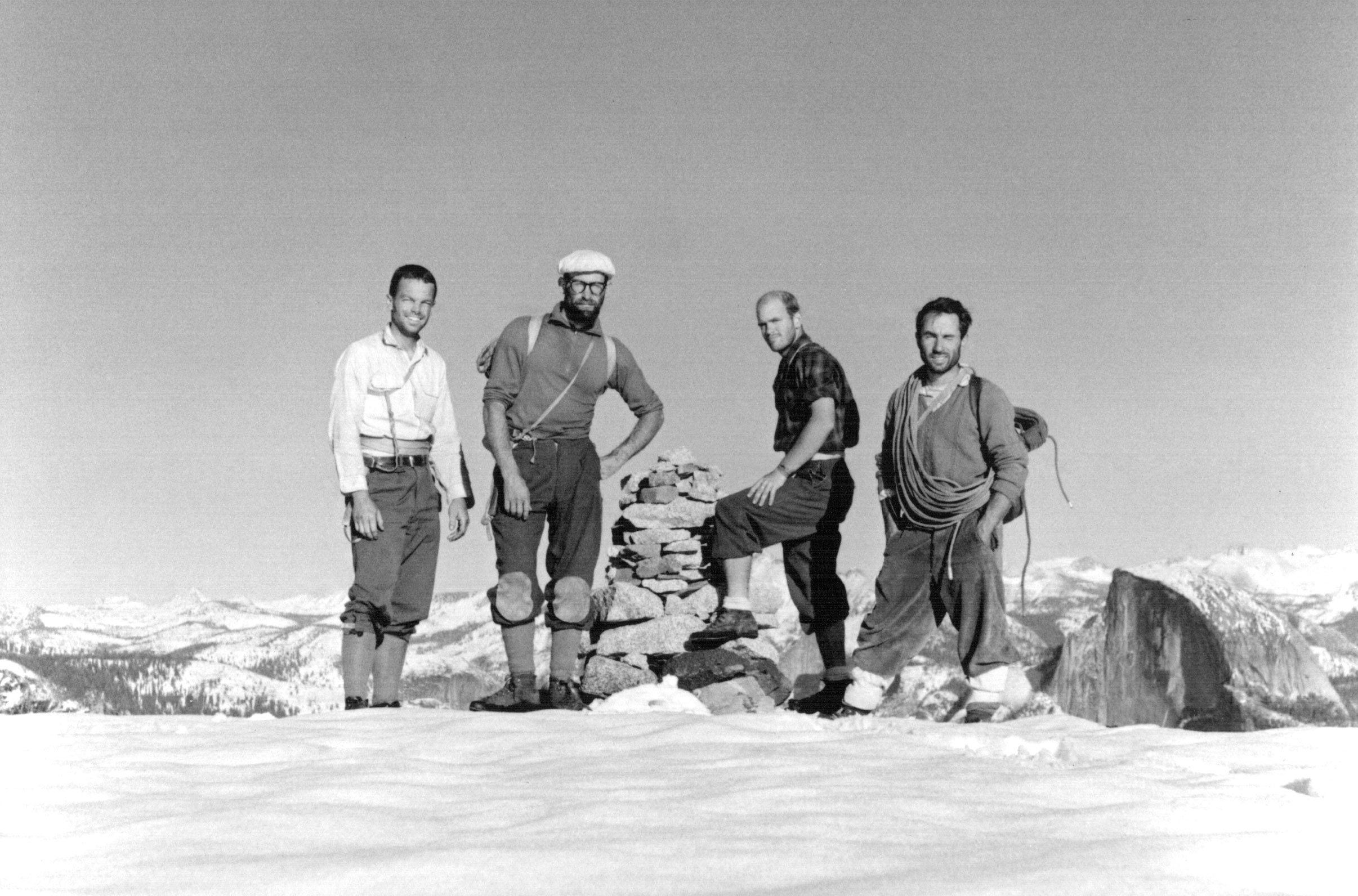